# تنظیم ولتاژ

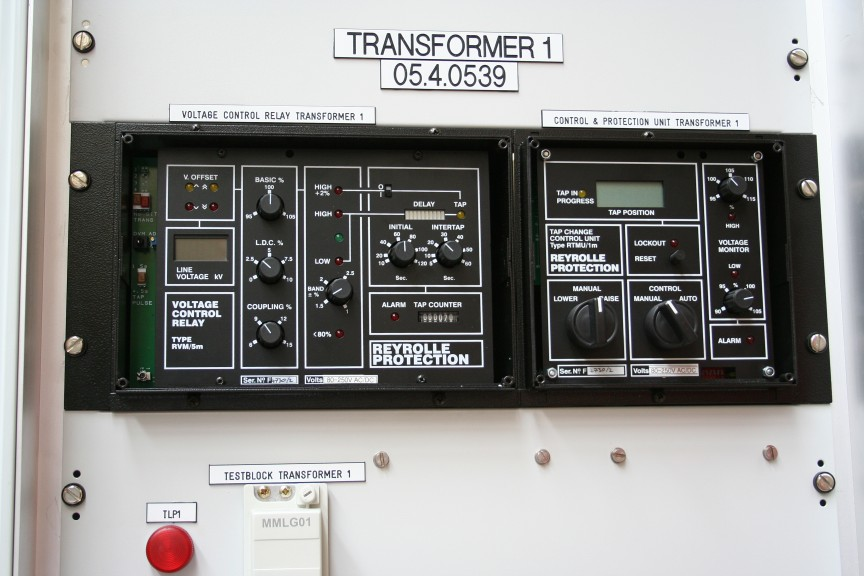
یک برد تنظیم ولتاژ

تنظیم ولتاژ (به انگلیسی: Voltage Regulation) که آن را با VR نیز نمایش می‌دهند، در مهندسی برق و مخصوصاً مهندسی قدرت، توانایی سیستم برای تولید یک ولتاژ ثابت را در محدوده‌ای از بار نشان می دهد.
تنظیم ولتاژ کمیت بدون بعدی است که به صورت زیر تعریف می‌شود (مقادیر در انتهای خط هستند):
{\displaystyle VoltageRegulation(VR)={\frac {V_{nl}-V_{Rated}}{V_{Rated}}}\times 100\%}
که در آن Vnl ولتاژ بی‌باری و VRated ولتاژ بار کامل هستند